# Escut de Real
L'escut de Real és un símbol representatiu oficial del municipi valencià de Real (Ribera Alta). Té el següent blasonament:
| « | Escut quadrilong de punta redona partit. Al primer quarter, d'atzur, una torre d'or, maçonada i aclarida de sable, somada d'una estrela de sis puntes d'argent. Al segon quarter, en camp de gules, tres avarques o sabates antigues, escacades d'argent i sable; bordura d'argent amb el lema de sable: TOT HOM ES GUARDE. Per timbre, una corona reial oberta. | » |

## Història
Resolució de 27 de juny de 2002, del conseller de Justícia i Administracions Públiques, publicada al DOGV núm. 4.307, de 5 d'agost de 2002.
A la primera partició, les armes tradicionals de la localitat, amb la torre en al·lusió al castell dels Alcalans, d'origen islàmic, que s'alça dalt d'un turó. A la segona, les armes parlants dels Sabata de Calataiud, comtes de Real i antics senyors del poble.